# Obwód Radomsko Armii Krajowej
Obwód Radomsko – jednostka terytorialna Związku Walki Zbrojnej, a następnie Armii Krajowej. 
Operowała na terenie powiatu radomszczańskiego i nosiła kryptonimy „Heblarnia”, „Rzeki”, „Macierzanka” i „Andrzej”.
Wraz z Obwodem Włoszczowa AK i Obwodem Częstochowa AK wchodził w skład Inspektoratu Częstochowskiego Okręgu Radom-Kielce („Jodła”).

## Obsada personalna obwodu
Komendanci obwodu
- por. Antoni Węgrzyn „Ostroga” – do końca 1940 r. (przeniesiony do Obwodu Piotrków)
- rtm. Feliks Karpiński „Feliks” – od kwietnia 1940 do listopada 1941 r„ przeniesiony na stanowisko inspektora w Piotrkowie Trybunalskim
- ppor. Wacław Ząbek „Krzysztof”, „Bogusz” – od listopada 1941 do lipca 1942
- por. Jan Świeczka „Łukasz” – od sierpnia do lutego 1943
- kpt./mjr Franciszek Polkowski „Korsak”, „Stefan” – od 27 lutego 1943 do 15 sierpnia 1944
- por. Franciszek Brzozowski „Adam” – od 15 sierpnia 1944 do 16 stycznia 1945

Szefem Kedywu w Obwodzie Radomsko był  por. Stanisław Sojczyński ps. „Zbigniew”, „Warszyc” – dowódca Podobwodu Rzejowice.